# Proisotoma schoetti
Proisotoma schoetti är en urinsektsart som först beskrevs av Dalla Torre 1895.  Proisotoma schoetti ingår i släktet Proisotoma och familjen Isotomidae. Inga underarter finns listade i Catalogue of Life.